# توشيتاكا تسورومي
توشيتاكا تسورومي (باليابانية: 鶴見 聡貴) (22 ديسمبر 1986 في فوجيساوا في اليابان – )؛ هو لاعب كرة قدم ياباني سابق كان يلعب كلاعب وسط.

## وصلات خارجية
- توشيتاكا تسورومي على موقع رابطة كرة القدم اليابانية للمحترفين (اليابانية)
- توشيتاكا تسورومي على موقع قاعدة بيانات كرة القدم.إي يو (الإنجليزية)
- توشيتاكا تسورومي على موقع Soccerway.com (الإنجليزية)